# Édier Ocampo
Édier Ocampo Vidal (San Andrés de Tumaco, 3 ottobre 2003) è un calciatore colombiano, difensore dei Vancouver Whitecaps.

## Caratteristiche tecniche
Terzino destro, viene paragonato al connazionale Juan Camilo Zúñiga.

## Carriera

### Club
Ocampo ha iniziato a giocare nella squadra locale del Sur Oriente a partire dall'età di sette anni. A tredici anni è stato notato dagli osservatori dell'Atlético Nacional che tuttavia non lo hanno tesserato a causa di un infortunio al ginocchio. Il trasferimento è avvenuto solamente nel 2020 al termine di un incontro fra formazioni under-17.
Nel 2022 è stato ceduto in prestito al Fortaleza C.E.I.F. in seconda divisione, dove ha esordito il 2 aprile contro il Boca Juniors de Cali. Al termine della stagione ha collezionato 17 presenze.
Rientrato al club biancoverde, ha debuttato il 6 aprile 2023 in Coppa Libertadores contro il Patronato.

### Nazionale
Nel gennaio del 2023, è stato incluso dal selezionatore Héctor Cárdenas nella lista dei convocati della nazionale Under-20 partecipante al Campionato sudamericano di calcio Under-20 2023 organizzato in casa, raggiungendo il terzo posto finale.
Il 9 maggio 2023 viene convocato per il Mondiale di categoria in Argentina.

## Statistiche
Statistiche aggiornate al 3 ottobre 2024.

### Presenze e reti nei club
| Stagione                 | Squadra                  | Campionato               | Campionato | Campionato | Coppe nazionali | Coppe nazionali | Coppe nazionali | Coppe continentali | Coppe continentali | Coppe continentali | Altre coppe | Altre coppe | Altre coppe | Totale | Totale | Totale |
| Stagione                 | Squadra                  | Comp                     | Pres       | Reti       | Comp            | Pres            | Reti            | Comp               | Pres               | Reti               | Comp        | Pres        | Reti        | Pres   | Reti   |        |
| ------------------------ | ------------------------ | ------------------------ | ---------- | ---------- | --------------- | --------------- | --------------- | ------------------ | ------------------ | ------------------ | ----------- | ----------- | ----------- | ------ | ------ | ------ |
| 2022                     | Fortaleza C.E.I.F.       | B                        | 17         | 0          | CC              | 0               | 0               |                    | -                  | -                  |             | -           | -           | 17     | 0      |        |
| 2023                     | Atlético Nacional        | A                        | 23         | 0          | CC              | 8               | 0               | CL                 | 4                  | 0                  | SC          | 0           | 0           | 35     | 0      |        |
| gen.-ago. 2024           | Atlético Nacional        | A                        | 21         | 3          | CC              | 0               | 0               | CL                 | 2                  | 0                  |             | -           | -           | 23     | 3      |        |
| Totale Atlético Nacional | Totale Atlético Nacional | Totale Atlético Nacional | 44         | 3          |                 | 8               | 0               |                    | 6                  | 0                  |             | 0           | 0           | 58     | 3      |        |
| ago.-dic. 2024           | Vancouver Whitecaps      | MLS                      | 6          | 0          | CC              | 0               | 0               | CCC                | 0                  | 0                  | -           | -           | -           | 6      | 0      |        |
| Totale carriera          | Totale carriera          | Totale carriera          | 67         | 3          |                 | 8               | 0               |                    | 6                  | 0                  |             | 0           | 0           | 81     | 3      |        |

## Palmarès

### Club

#### Competizioni nazionali
- Copa Colombia: 1

Atlético Nacional: 2023
- Súper Liga: 1

Atlético Nacional: 2023